# Culicoides towadaensis
Culicoides towadaensis är en tvåvingeart som beskrevs av Toyohi Okada 1941. Culicoides towadaensis ingår i släktet Culicoides och familjen svidknott. Inga underarter finns listade i Catalogue of Life.